# Cyril Gautier
Cyril Gautier, född 26 september 1987 i Plouagat, är en professionell tävlingscyklist från Frankrike. Han tävlar för det franska UCI ProTour-stallet Bbox Bouygues Télécom.

## Karriär
Som juniorcyklist slutade Cyril Gautier trea på etapp 2 av Trophée Centre Morbihan under säsongen 2005. Han slutade tvåa på etapp 1 av den tyska juniortävlingen Niedersachsen Rundfahrt, också den under säsongen 2005, bakom Edvald Boasson Hagen. Gautier slutade också tvåa på etapp 2b bakom Michael Vanderaerden. De bra resultaten ledde till att Cyril Gautier slutade trea i tävlingens slutställning bakom Sebastian Hans och Edvald Boasson Hagen. 
Inför säsongen 2006 började Cyril Gautier tävla med U23-cyklisterna. Han slutade på andra plats under Prix de la Mi-Août. Han slutade även tvåa på etapp 3 av U23-tävlingen Giro della Toscana bakom italienaren Francesco Ginanni.
Gautier blev inför säsongen 2007 kontrakterad av det franska stallet Bretagne Armor Lux. I slutet av mars slutade fransmannen på tredje plats på etapp 2 av GP du Portugal. Några dagar senare slutade han trea på GP de la Ville de Rennes. I slutet av mars slutade Cyril Gautier på andra plats i U23-tävlingen Giro delle Regione bakom kenyanen Chris Froome.
Under säsongen 2008 slutade fransmannen på andra plats i GP Plumelec-Morbihan bakom fransmannen Thomas Voeckler. I julimånad vann Cyril Gautier de europeiska U23-mästerskapen framför Paul Voss och Timofej Kritskij. Han vann också etapp 2 av den franska tävlingen Kreiz Breizh Elite. Han slutade på en sjätte plats i GP d'Isbergues bakom 
William Bonnet, Wesley Sulzberger, Chris Anker Sørensen, Nicolas Vogondy och Floris Goesinnen. I U23-världsmästerskapens linjelopp samma år slutade Cyril Gautier på sjätte plats bakom Fabio Duarte Arevalo, Simone Ponzi, John Degenkolb, Ben Swift, Rui Alberto Costa Faria.
Resultaten under året ledde till att Cyril Gautier blev kontrakterad av det franska UCI ProTour-stallet Bbox Bouygues Télécom inför säsongen 2009. I slutet av maj slutade Gautier tvåa på etapp 5 av Circuit de Lorraine 2009 bakom Sébastien Joly, en tävling som han senare slutade på nionde plats. Senare samma månad blev det en sjätte plats på GP Plumelec-Morbihan bakom Jérémy Galland, Mickaël Larpe, Blel Kadri, Lilian Jégou och Arnaud Gérard. 